# Тотмянин, Николай Анатольевич
Николай Анатольевич Тотмянин (8 декабря 1958, Ленинское, Кировская область — 11 августа 2025, Бишкек) — советский и российский альпинист, заслуженный мастер спорта России, обладатель награды Золотой ледоруб (2005) за первопрохождение северной стены пика Жанну, Гималаи (в команде), обладатель титула «Снежный барс».

## Биография
Николай Анатольевич Тотмянин родился 8 декабря 1958 года в посёлке Ленинское Шабалинского района Кировской области).
В 1972 году переехал в Ленинград, поступив в физико-математическую школу-интернат № 45 при ЛГУ. В 1981 году окончил Ленинградский государственный университет по специальности «физическая механика».
Умер 11 августа 2025 года в возрасте 66 лет в Бишкеке.

### Альпинизм
Альпинизмом занимался с 1976 г.; начинал в секции Ленинградского университета у тренера Башмакова Марка Ивановича; с 1978 по 1997 год тренер — Красноухов Юрий Васильевич (погиб на Хан-Тенгри).
Всего совершил более 200 категорированных восхождений, в том числе:
- 40 раз — категории сложности 5А,
- 29 раз — категории сложности 5Б,
- 17 раз — 6 категории сложности;

первопрохождения 6 категории сложности:
- 1984 — Аксу по северной стене,
- 1986 — Сабах по северной стене,
- 1988 — Свободная Корея по северной стене,
- 1990 — Лхоцзе по южной стене.
- 2004 — Жанну по северной стене
- 2007 — капитан сборной России в экспедиции «Первопрохождение западной стены вершины К2 8611 м»[6].

зимние восхождения 5-6 кат сложности:
- 1984 — пик Щуровского по бастиону северной стены,
- 1985 — Свободная Корея по центру северной стены,
- 1986 — пик Корженевской,
- 1989 — Крумкол по северному ребру,
- 1997 — Айгер по северной стене,
- 2001 — Урриэлью по западной стене.
- 2014 —Ляльвер — Шхара Главная, траверс, Кавказ, первое зимнее прохождение.

Высотные восхождения:
- пик Ленина — 26 восхождений между 1982 и 2024 годами, включая восхождения в двойке и соло
- пик Корженевской — 8 восхождений между 1983 и 2000 годами, включая первое зимнее восхождение
- пик Коммунизма — 8 восхождений между 1983 и 2000 годами, включая восхождение в двойке
- пик Победы — 7 восхождений между 1984 и 2021 годами, включая восхождения в двойке
- Первопрохождение южной стены Лхоцзе Главной в 1990 году
- Хан-Тенгри — 10 восхождений между 1993 и 2021 годами, включая соло
- Эверест — в 2003 и 2006 году с севера без кислорода
- пик Жанну по северной стене в 2004
- К2 — в 2007 по центру западной стены без кислорода и попытка в 2012
- Дхаулагири в 2008 по северо-восточному гребню в двойке без кислорода
- Канченджанга в 2011 году с ледника Ялунг без кислорода
- Нанга Парбат в 2015 году по маршруту Шелла, зимнее, достиг высоты 7150 м.

### Цитата
…я думал о дьявольской закономерности, которая следует из ежегодной статистики восхождений на Победу. Закономерность такова: плата за достижение вершины Победы есть жизнь одного или нескольких горовосходителей. Если в каком-то году на Победе никто не погиб, то это означает, что на вершину никто не сходил. Исключения из правила — сходили на гору и все остались живы — случаются, но не часто.